# Jesusmanifestet
Jesusmanifestet var ursprungligen en debattartikel i tidningen Svenska Dagbladet den 28 januari 2003, författad av Pingströrelsens dåvarande föreståndare Sten-Gunnar Hedin och katolska kyrkans svenske biskop, Anders Arborelius, avsedd att "i all korthet försöka beskriva vad vi ser som unikt och omistligt i kristendomen och betyga vår respekt och vördnad för Bibelns budskap... Om allt detta bara är ett poetiskt eller mytiskt budskap, då förblir det poesi och myt. Om det verkligen har skett, då blir det ett revolutionerande glädjebudskap." (citat ur artikeln).
Artikeln handlade om myt och fakta i synen på Jesus och var en reaktion på en TT-intervju med dåvarande ärkebiskop K.G. Hammar den 22 december 2002. Den blev startskottet för en två månader lång debatt, i vilken åtskilliga svenska teologer och kulturpersonligheter deltog. Enbart Svenska Dagbladets Brännpunktsredaktion fick ta emot över 300 inlägg i debatten.
Senare samma år skrev Hedin och Arborelius en bok med samma namn och med samma tema.

### Fotnoter
1. ↑  Johan Edgar (10 februari 2003). ”Vilket herrans liv, Hammar” (på svenska). Aftonbladet. https://www.aftonbladet.se/nyheter/article10341461.ab. Läst 22 oktober 2017.